# Compressidens brevicornu
Compressidens brevicornu är en blötdjursart som först beskrevs av Sharp och Henry Augustus Pilsbry 1897.  Compressidens brevicornu ingår i släktet Compressidens, ordningen Gadilida, klassen tandsnäckor, fylumet blötdjur och riket djur. Inga underarter finns listade i Catalogue of Life.